# Ale (cerveja)

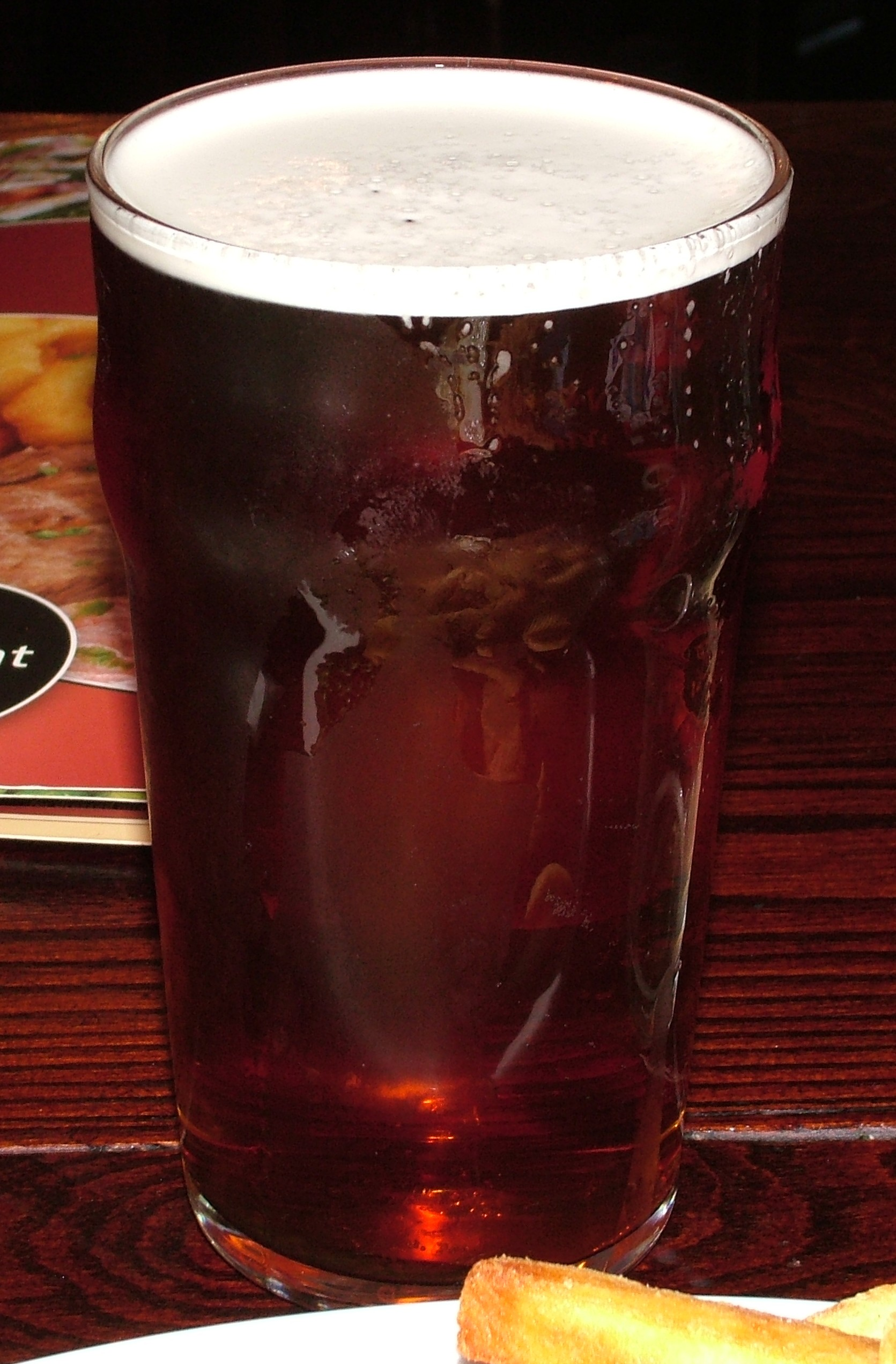
Um típico pint de cerveja Ale

Ale é um tipo de cerveja produzida a partir de cevada maltada usando  uma levedura que trabalha melhor em temperaturas mais elevadas. Tal levedura, conhecida como levedura de alta fermentação, fermenta a cerveja rapidamente, proporcionando um sabor frutado devido a maior produção de ésteres. As características de sabores e aromas frutados, vindos de tais ésteres, podem ser dominantes, como em uma Barleywine, ou dificilmente percebidas, como em uma Dry Stout.

## História da cervejaale
As histórias da cerveja e da cerveja "ale" se confundem até ao século XV, visto que o termo "ale", de origem celta, era utilizado na Inglaterra até a introdução na nova bebida, agora chamada de cerveja, que continha adições de lúpulo em sua composição. Em algumas partes do norte europeu, por exemplo na Suécia, o termo öl era usado para designar cerveja com lúpulo, não havendo distinção entre essa e a bebida anterior.

## Alta Fermentação
Em geral, leveduras como a Saccharomyces cerevisiae fermentam em temperaturas entre 15 °C e 20 °C, eventualmente passando dos 24 °C. A fermentação com leveduras para cerveja ale nessas temperaturas mais altas produzem uma cerveja com maior nível de éster, que muitos consideram uma característica única de cervejas ale.
Existem exemplos ainda mais extremos, como as leveduras usadas pela cervejaria Dupont para cervejas saison que fermentam em temperaturas ainda mais altas, de 29 °C a 35 °C.
Durante um típico processo de alta fermentação, geralmente, forma-se uma espuma na superfície da cerveja que está fermentando, quando a sua superfície hidrofóbica faz os flocos aderirem ao CO2 e subirem a superfície; devido a isso o termo em inglês frequentemente utilizado é "top-cropping" ou "top-fermenting".

## Tipos de Cerveja Ale
Os estilos aqui citados foram retirados do Guia de Estilos do BJCP.

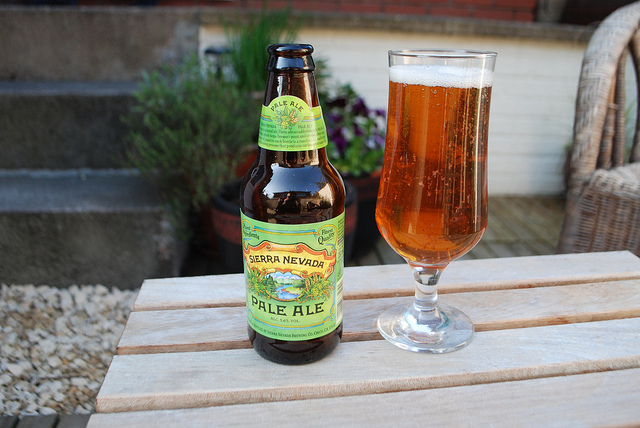
Sierra Nevada Pale Ale

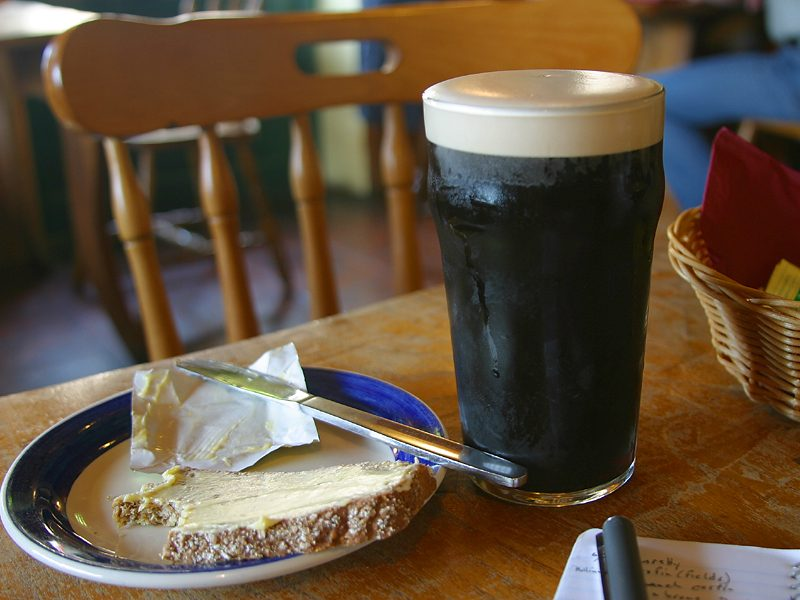
Um pint de Guinness stout.

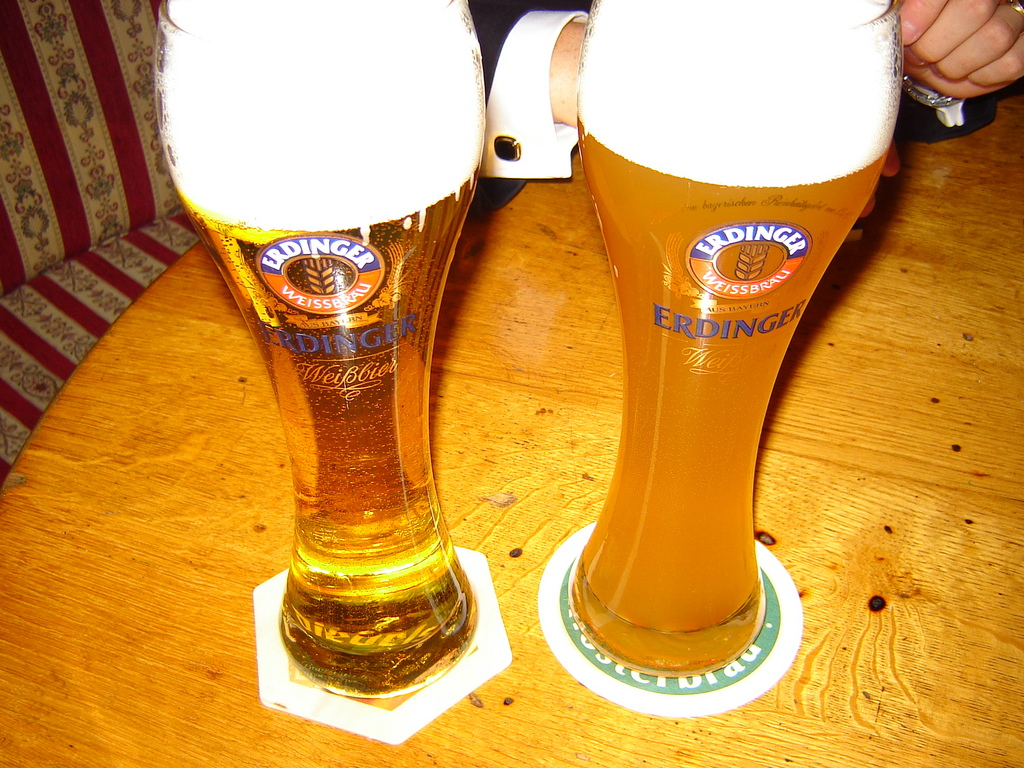
Comparação entre Kristallweizen (esquerda) e Hefeweizen (direita)

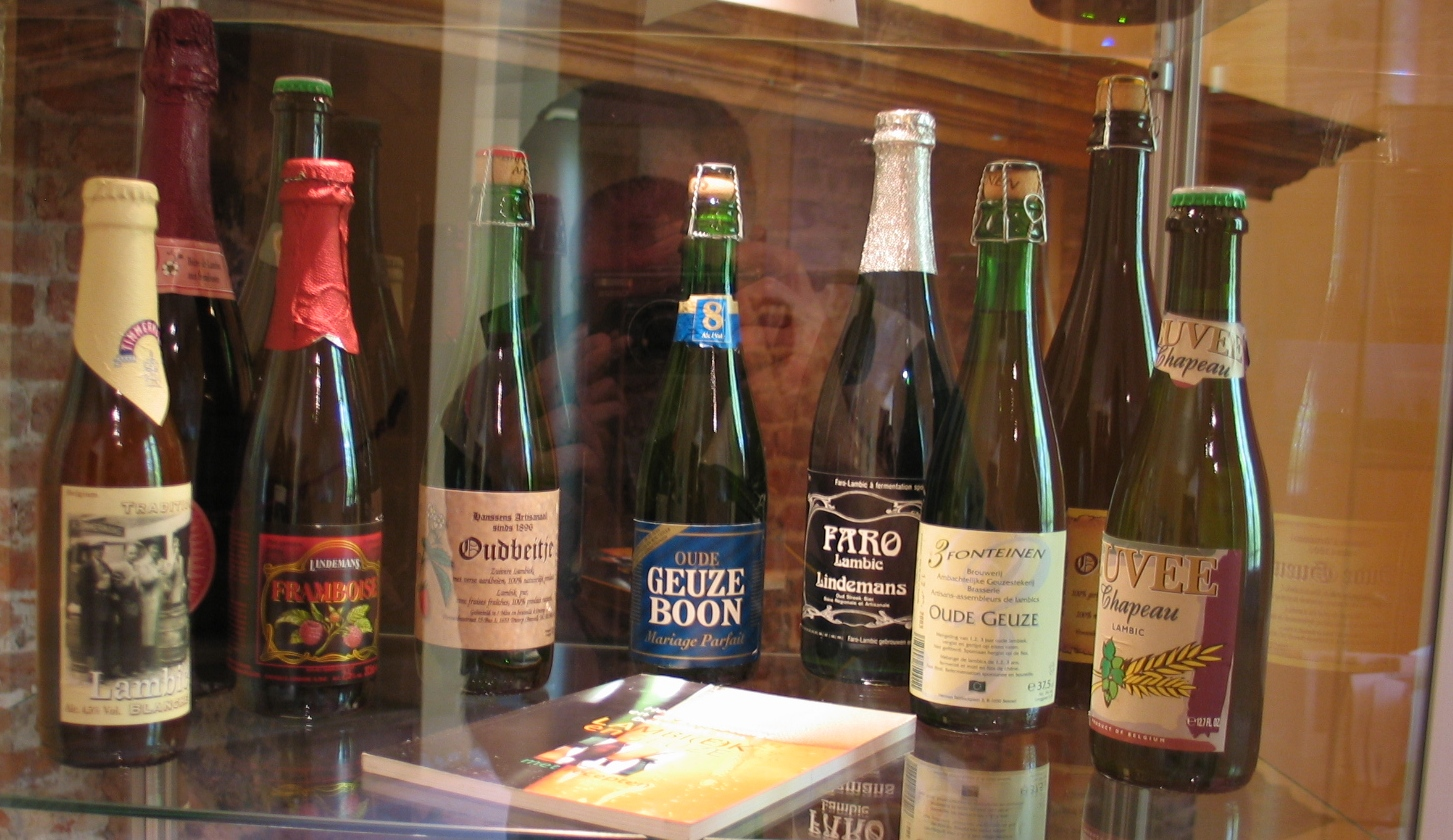
Cervejas lambic

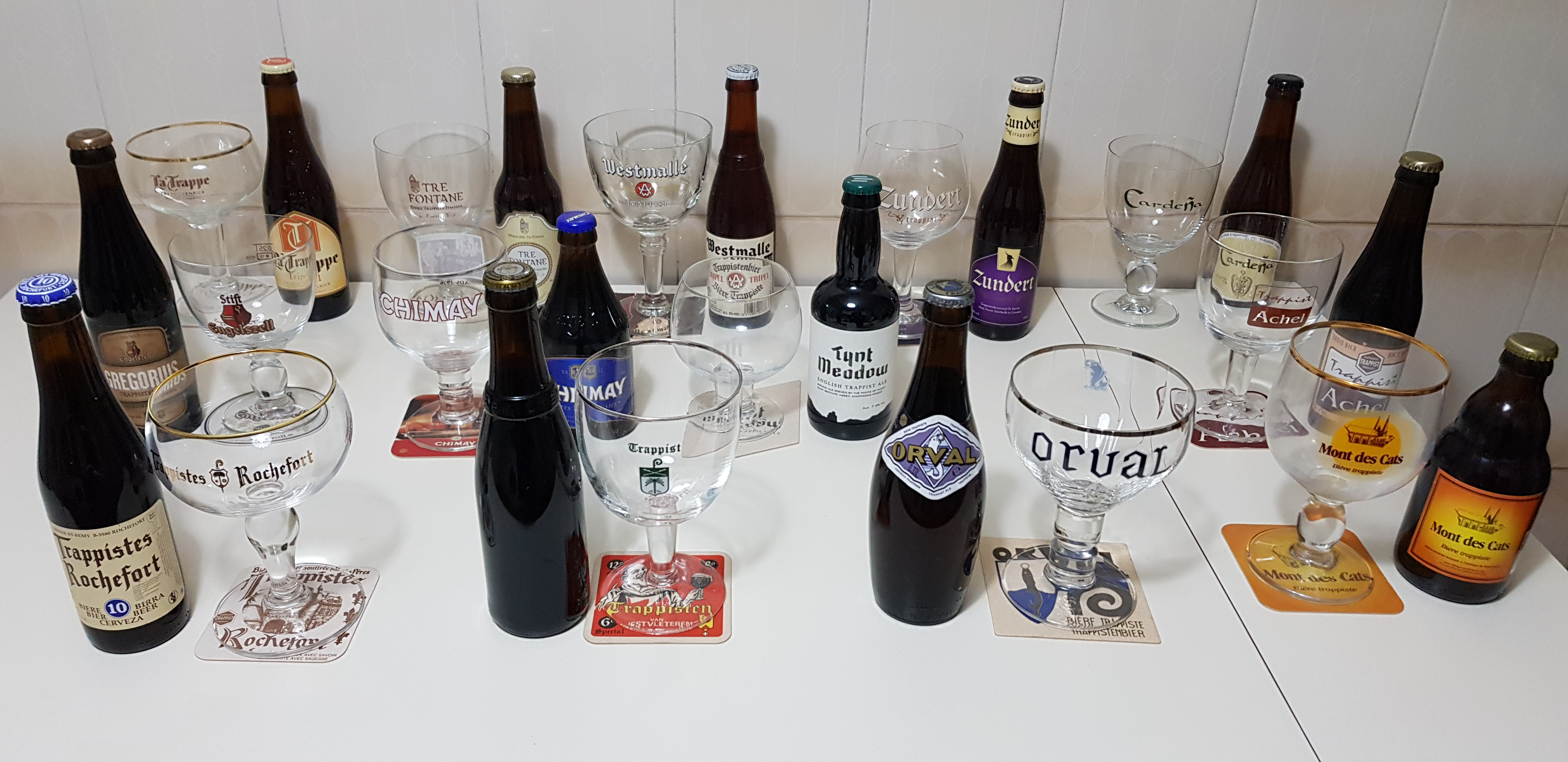
As treze cervejas trapistas e seus copos

### Light Hybrid Beer
Aqui se encontram Cream Ale,  Blonde Ale,  Kölsch e American Wheat/Rye Beer. A Blond Ale pode ser fermentada como lager, bem como a American Wheat.

### Amber Hybrid Beer
Estão aqui Northern German Altbier, California Common Beer e Düsseldorf Altbier. A
Northern German Altbier é geralmente produzida com linhagens de leveduras lager de alta atenuação. A California Common Beer é fermentada com leveduras  lager, mas com uma  linhagem selecionada para prosperar na faixa de temperatura de fermentação mais baixa das ales.

### English Pale Ale
Estão dentro dessa categoria Standard/Ordinary Bitter, Special/Best/Premium Bitter e Extra Special/Strong Bitter (English Pale Ale).

### Scottish And Irish Ale
Estão dentro dessa categoria Scottish Light 60/-, Scottish Heavy 70/-, Scottish Export 80/-, Irish Red Ale e Strong Scotch Ale. A Irish Red Ale pode ser feita em uma versão lager e um exemplo comercial disso é a  Murphy’s Irish Red.

### American Ale
Fazem parte American Pale Ale, American Amber Ale e American Brown Ale.

### English Brown Ale
Compõem essa categoria Mild, Southern English Brown, Northern English Brown.

### Porter
Nessa categoria estão a Brown Porter,  Robust Porter e a Baltic Porter, sendo que a Brown Porter  pode ocasionalmente ser fermentada como uma lager. A Baltic Porter deve geralmente usar fermento de lager, porém quando fermentada como ale deve ser fermentada a frio.

### Stout
Aqui estão a Dry Stout, Sweet Stout, Oatmeal Stout,  Foreign Extra Stout,  American Stout e a Russian Imperial Stout. A Foreign Extra Stout usa levedura de ale, mas pode também ser feita com fermento de lager.

### India Pale Ale (IPA)
Constituem essa categoria English IPA, American IPA e Imperial IPA.

### German Wheat And Rye Beer
Aqui estão a Weissbier, Dunkelweizen, Weizenbock, Roggenbier (German Rye Beer).

### Belgian And French Ale

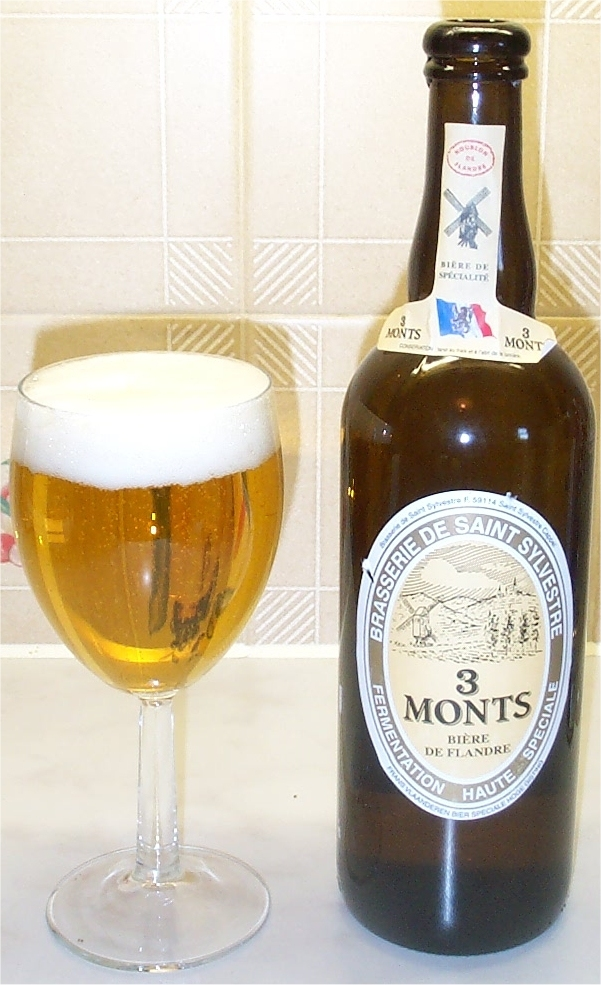
Um exemplo de Bière de Garde

Fazem parte Witbier, Belgian Pale Ale, Saison, Bière de Garde, Belgian Specialty Ale. A  Bière de Garde pode utilizar levedura de ale ou lager, porém deve ser sempre fermentada a frio.

### Sour Ale
Se encontram nessa categoria Berliner Weisse, Flanders Red Ale, Flanders Brown Ale/Oud Bruin, Straight (Unblended) Lambic, Gueuze e Fruit Lambic.

### Belgian Strong Ale
Podemos citar Belgian Blond Ale, Belgian Dubbel, Belgian Tripel, Belgian Golden Strong Ale e Belgian Dark Strong Ale.
Esta categoria pode ser usada como incubadora de estilos reconhecidos para os quais ainda não há categoria formal no BJCP. Alguns estilos que cabem nesta classificação são:
- Cerveja de mesa Blond Trapista
- Blond Artesanal
- Âmbar Artesanal
- Marrom Artesanal
- Barleywines de estilo belga
- Quadrupels Trapistas
- Cervejas Belgas Natalinas com Especiarias
- Stout Belga
- IPA Belga
- Saison Forte ou Escura
- Vermelha/Marrom de Frutas de Flandres.[1]

### Strong Ale

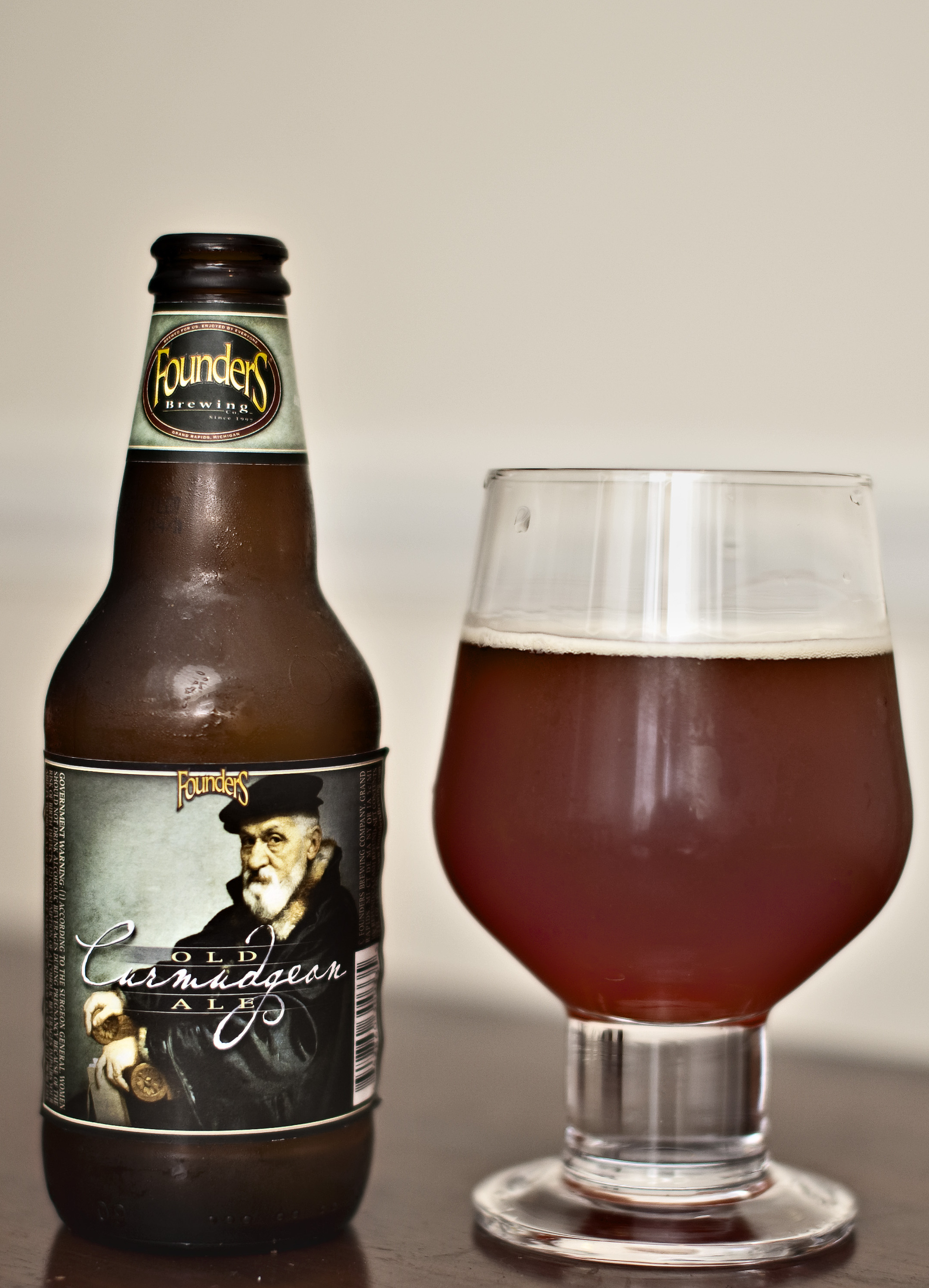
Um exemplo de old ale: Founders Curmudgeon

Constituem essa categoria Old Ale, English Barleywine e American Barleywine.